# Jardim 5 de Maio

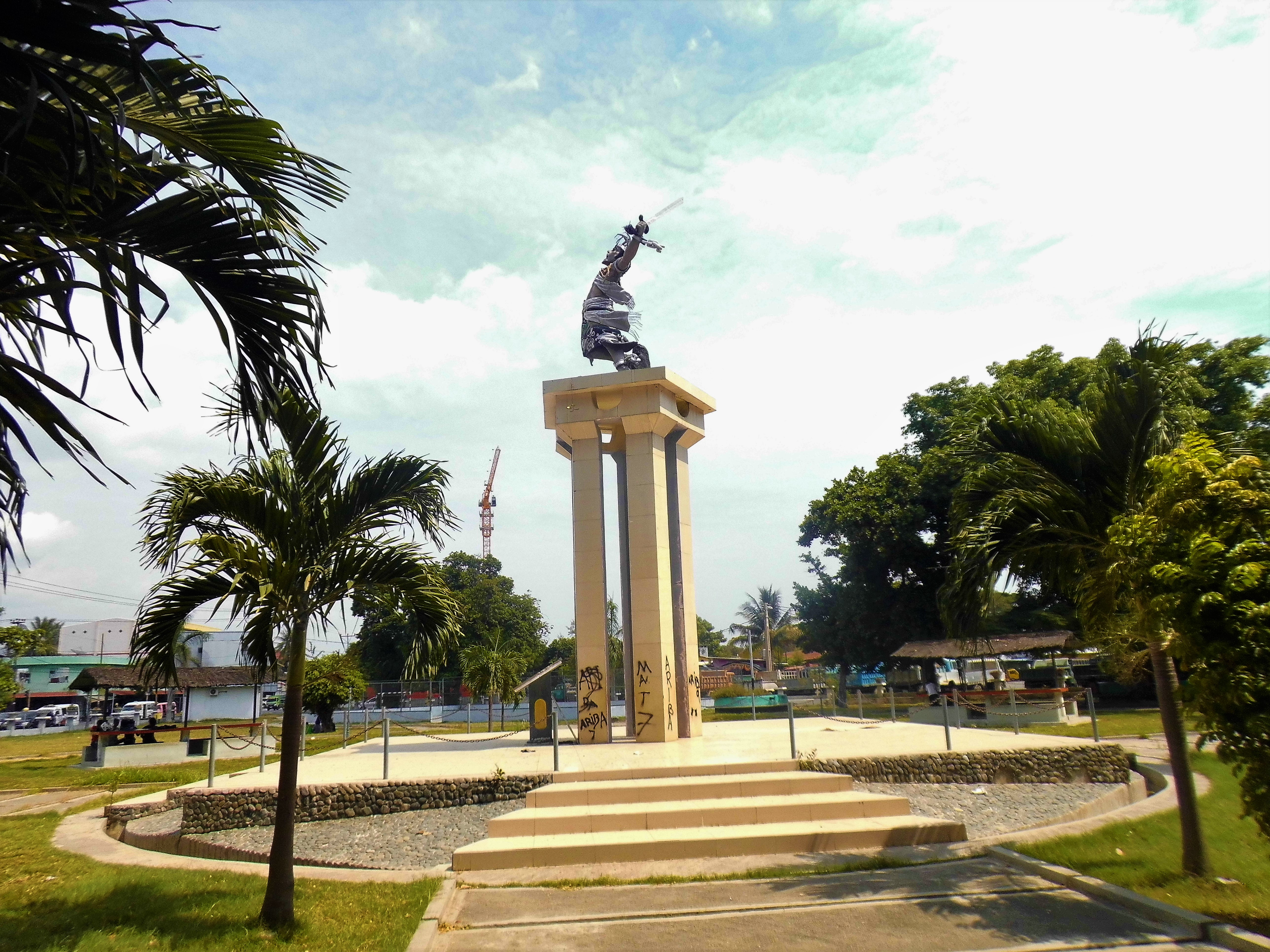
Der Jardim 5 de Maio

Der Jardim 5 de Maio (deutsch Garten 5. Mai, auch Parque 5 de Maio) ist ein kleiner Stadtpark in der osttimoresischen Landeshauptstadt Dili. Er liegt im Südosten des Suco Motael zwischen der Avenida de Motael und der Avenida Nicolau Lobato. Auf der anderen Seite der Avenida de Motael liegt der Haupteingang zum Hafen der Stadt. Gegenüber steht das 1953 erbaute historische Gebäude Messe para Funcionários Solteiros, ein ehemaliges Wohnheim für ledige Kolonialbeamte, mit einem mit roten Ziegeln gedeckten Walmdach.
Früher befand sich hier der Amtssitz des portugiesischen Gouverneurs. Westlich mündete der Rio Colmera in die Bucht von Dili. Heute sind Palast und Fluss verschwunden.
Im Zentrum des Parks steht das Integrationsdenkmal, das von den Indonesiern während der Besatzungszeit (1975–1999) aufgestellt wurde und der Annexion Osttimors durch seinen Nachbarn gedenken sollte. Es zeigt einen traditionellen, timoresischen Herrscher (Liurai), der mit einem Schwert in der Hand die Fesseln des Kolonialismus sprengt. Entsprechend war der Name des Parke in der Besatzungszeit Jardim da Paz Tugu Integrassi (Friedenspark des Integrationsdenkmals). Angeblich stellt das Denkmal Dom Boaventura dar, der 1911/1912 mit der Rebellion von Manufahi den größten Aufstand aller Zeiten gegen die portugiesischen Kolonialherren anführte und scheiterte.
Der Park wurde damals auch als Heldenfriedhof für indonesische Soldaten verwendet, die bei der Invasion Dilis 1975 gefallen waren. Chinesischstämmige Timoresen mussten die Gräber ausheben und wurden anschließend erschossen. Erst später kamen die sterblichen Überreste auf den neuen Heldenfriedhof, gegenüber vom Friedhof Santa Cruz.
Während der Unruhen in Osttimor 2006 diente der Park als Flüchtlingslager. Am 5. Mai 2009 wurde er dann wieder als Park unter dem neuen Namen feierlich von Präsident José Ramos-Horta eröffnet. Der Name erinnert an die Vereinbarung zwischen Portugal und Indonesien vom 5. Mai 1999, in der beschlossen wurde, dass die Osttimoresen in einem Unabhängigkeitsreferendum über ihren weiteren Status abstimmen können.
Neben dem Integrationsdenkmal gibt es im Park eine kleine Statue Unserer Lieben Frau von Fátima, die von der portugiesischen Armee den Osttimoresen geschenkt wurde. Sie steht in einer Vitrine unter dem Dach eines traditionellen heiligen Hauses der Fataluku, ein nationales Symbol Osttimors. 2018 war der kleine Schrein zerstört. Außerdem gibt es im Park ein paar Spielplätze.

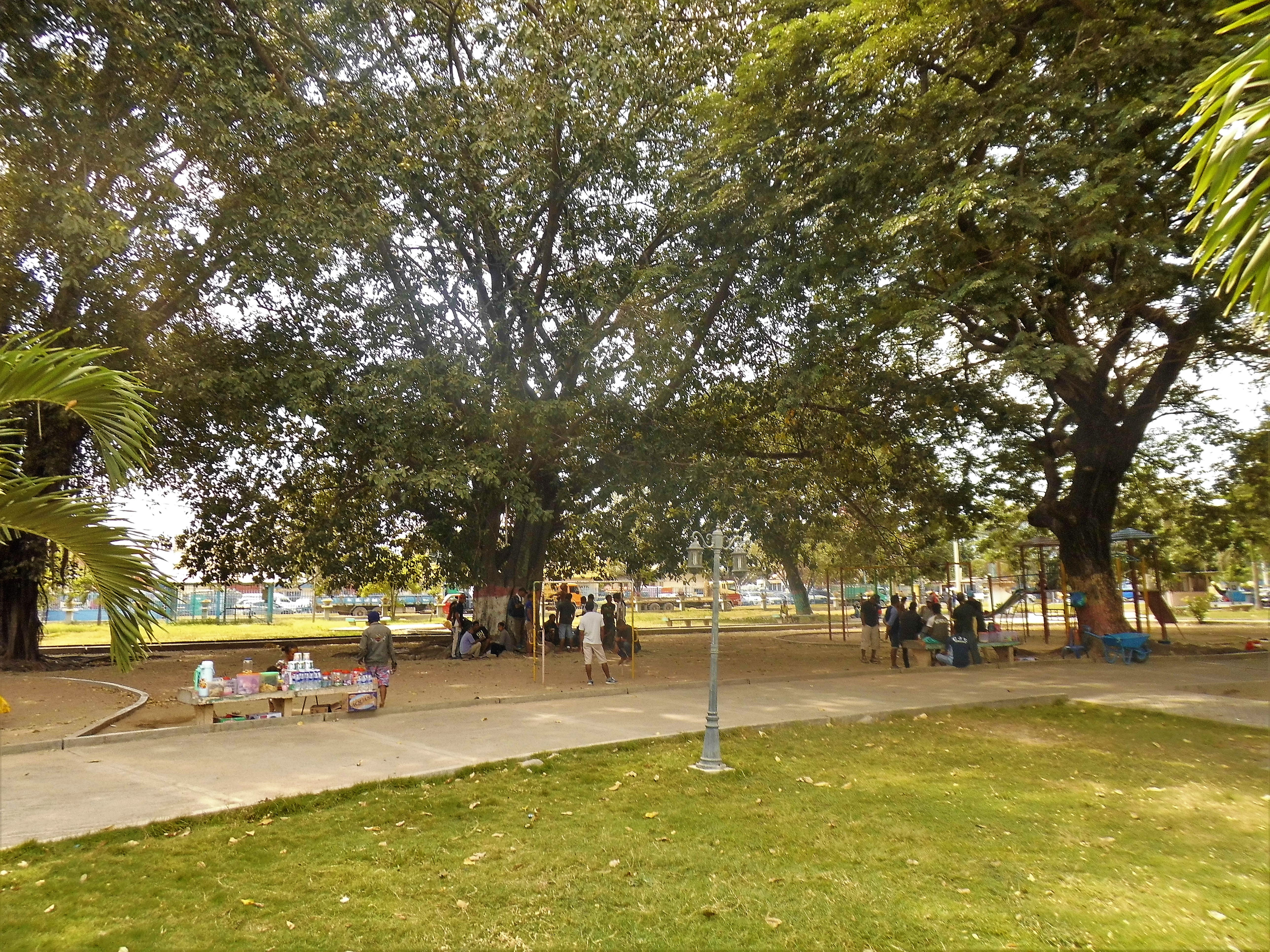
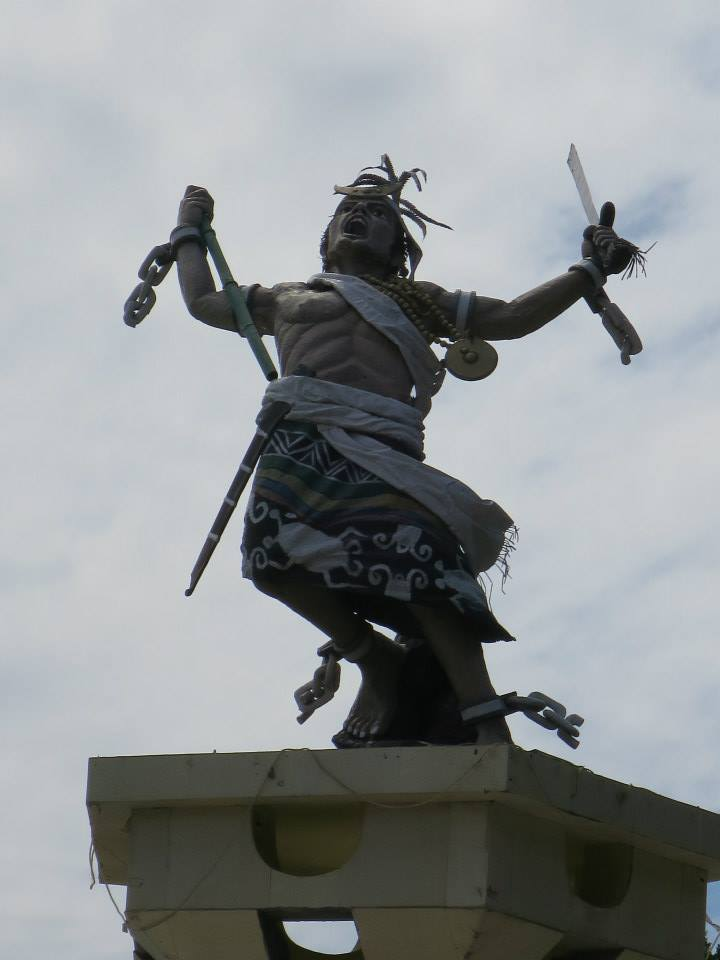
Integrationsdenkmal
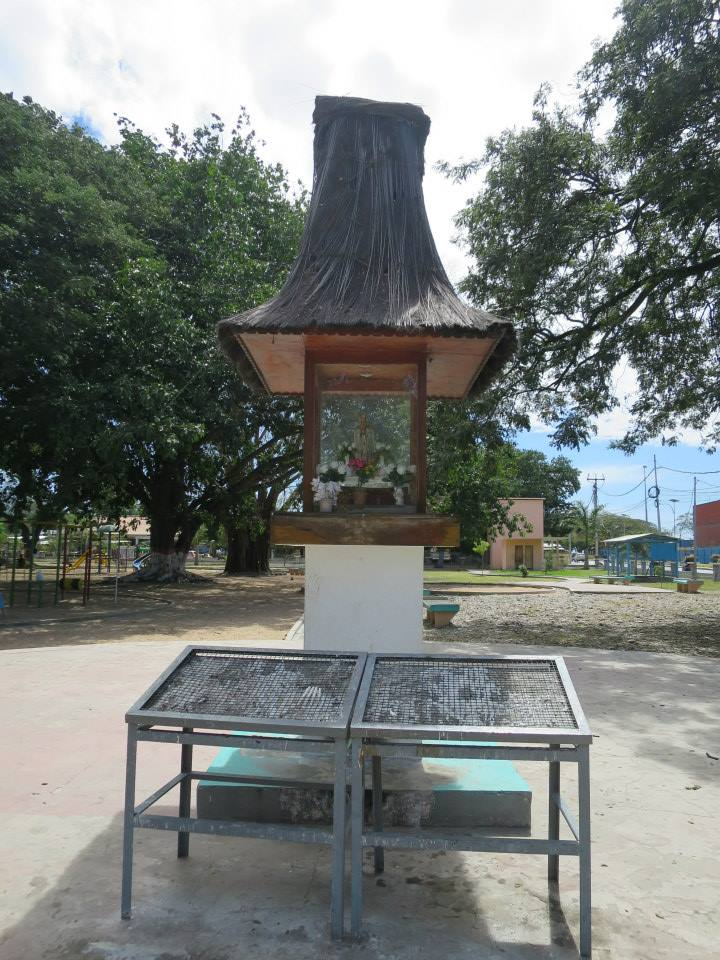
Fátimastatue
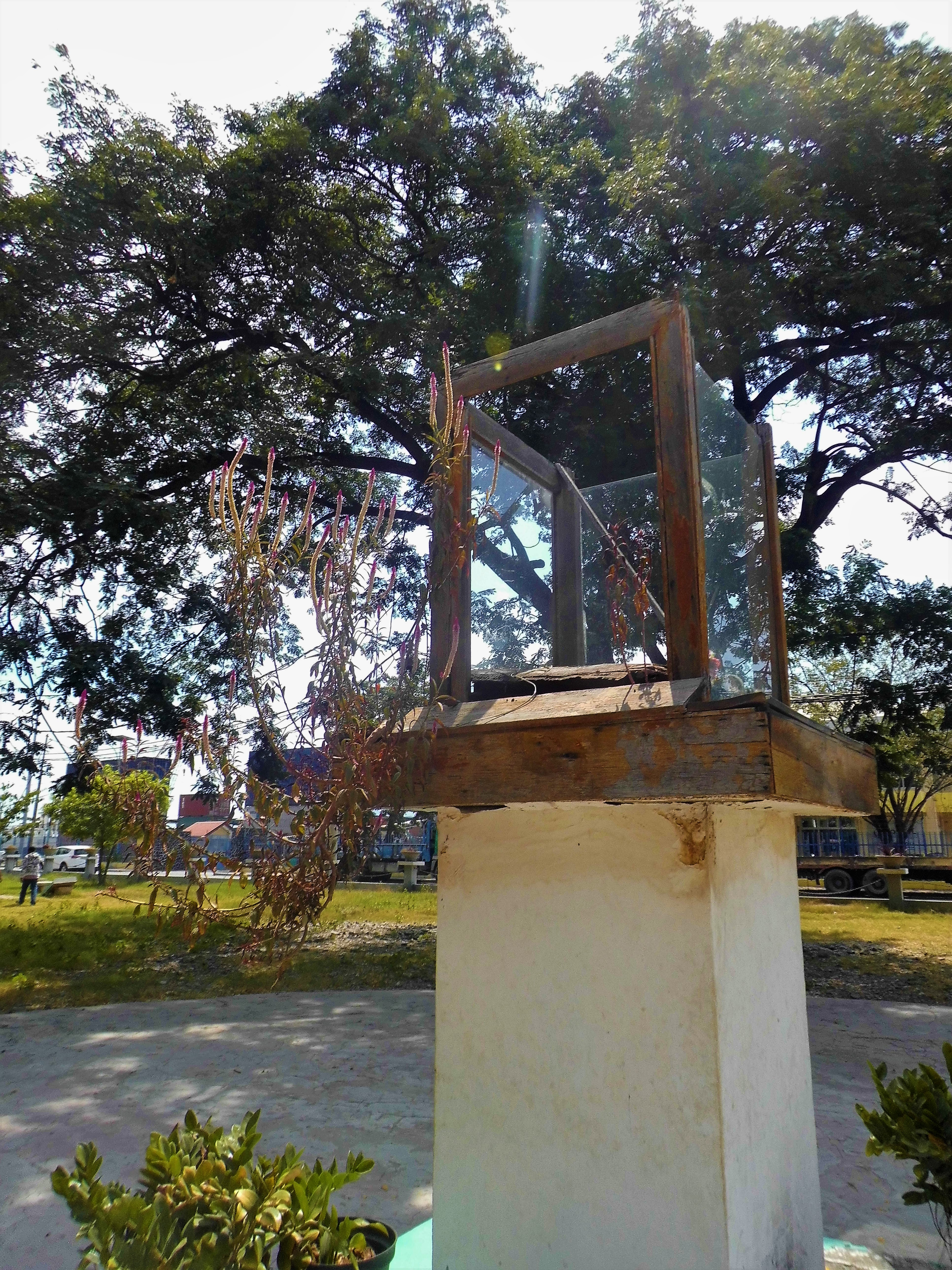
2018 war der Schrein der Fátimastatue zerstört
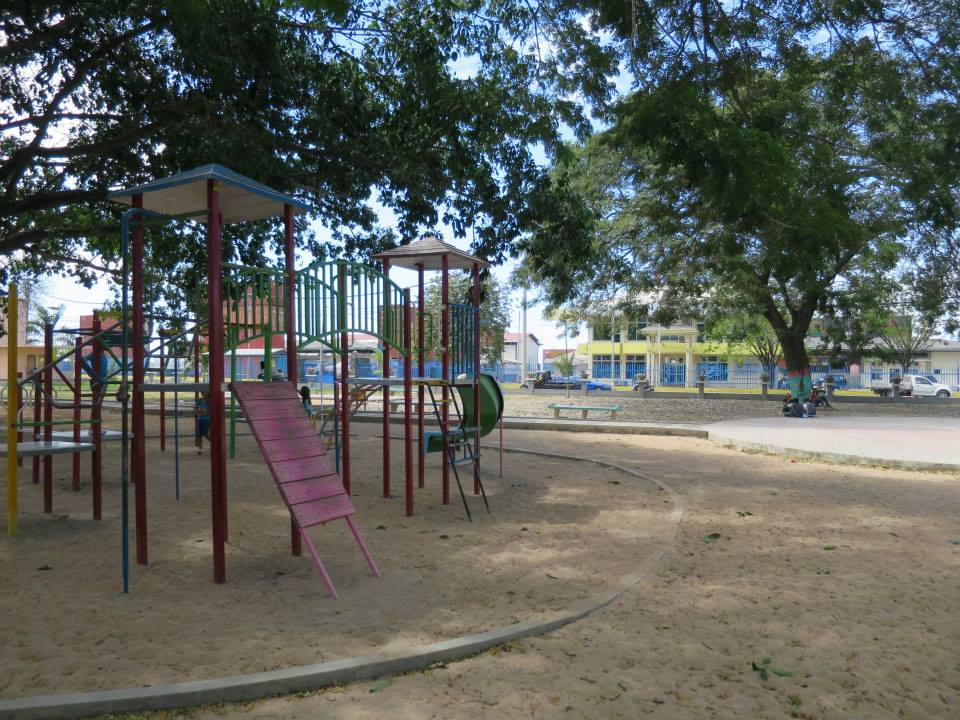
Spielplatz